# Nabu-mar-szarri-usur
Nabu-mar-szarri-usur (akad. Nabû-mār-šarri-uṣur, w transliteracji z pisma klinowego zapisywane mdPA-A-MAN-PAB, tłum. „Nabu, strzeż następcy tronu!”) – wysoki dostojnik za rządów asyryjskiego króla Aszur-uballita II (611–609 p.n.e. p.n.e.) pełniący na dworze królewskim urząd „naczelnego dowódcy wojsk” (turtānu). Jego imieniem jako postkanonicznego eponima (limmu) datowane są trzy prywatne dokumenty prawne z Guzany  (Tell Halaf). Uczeni datują jego eponimat na 612 r. p.n.e. (Falkner, Reade) lub 611 r. p.n.e. (Parpola).